# Shohei Ikeda
Shohei Ikeda (født 27. april 1981) er en tidligere japansk fodboldspiller.
Han har spillet for flere forskellige klubber i sin karriere, herunder Shimizu S-Pulse og JEF United Chiba.